# Лола Рэй
Рэйчел Аксуа Фанмилола Гартон (англ. Rachel Akosua Funmilola Garton; род. в 1991), наиболее известна как Лола Рэй (англ. Lola Rae) — британско-ганийская певица и танцовщица нигерийского происхождения. Впервые обратила на себя внимание выпуском своего дебютного сингла «Watch My Ting Go», получившего похвалу критиков. За эту песню она была номинирована в номинации «Самая многообещающая женщина» премии 2013 Nigeria Entertainment Awards.

## Ранние годы и образование
Родилась в семье британского отца и ганийской матери в Обаленде, в пригороде штата Лагос, в Нигерии. Получила образование в St. Saviours School, Ikoyi и Lekki British International High School в Лагосе. В возрасте 15 лет перебралась в Великобританию, где обучалась текстильному мастерству в Central Saint Martins.

## Карьера
Свою карьеру Лола Рэй начала в танцевальной группе Mystikal. В 2010 году Mystikal пробовалась на «Британия ищет таланты». Помимо танцев Рэй также и пела, и благодаря этому судья Саймон Коуэлл сумел продвинуть Mystikal на полуфинал. После этого, в том же году коллектив подписал контракт с Syco. Лола Рэй отклонила предложение принять участие в шоу The X Factor, поскольку хотела начать сольную певческую карьеру.
19 ноября 2012 года Рэй выпустила свой дебютный сингл «Watch My Ting Go», вслед за котором последовал «High». Была номинирована на премию 2013 Nigeria Entertainment Awards в номинации «Наиболее одарённый новый исполнитель». 8 января 2013 года на Soundcity TV состоялась премьера видео к песне The «Watch My Ting Go». В клипе эпизодически появились Iyanya и Эмма Нира. Видео заняло 10 место в Channel O Music Video Awards.
Позже совместно с Iyanya Рэй выпустила сингл «Fi Mi Le», которая была номинирована на премию 2014 Nigeria Entertainment Awards. Появилась в небольшой роли в клипе Ice Prince «More».

## Дискография

### Синглы
В качестве ведущего артиста
| «Watch My Ting Go»                                                                      | 2012 | — | — | — | — | — | — | — |  | Неальбомные синглы |
| «High» (при участии Bridge)                                                             | 2012 | — | — | — | — | — | — | — |  | Неальбомные синглы |
| «Fi Mi Le» (при участии Iyanya)                                                         | 2013 | — | — | — | — | — | — | — |  | Неальбомные синглы |
| «She Knows He Knows»                                                                    | 2013 | — | — | — | — | — | — | — |  | Неальбомные синглы |
| «You Know What My Name Is»                                                              | 2015 | — | — | — | — | — | — | — |  | Неальбомные синглы |
| «—» означает, что сингл не попал в чарты или не был выпущен на определённой территории. |      |   |   |   |   |   |   |   |  |                    |

В качестве приглашённого исполнителя
| «Ginger» (BOJ featuring Lola Rae)                                                       | 2013 | — | — | — | — | — | — | — |  | Неальбомные синглы |
| «Coupe Bibamba (Remix)» (совместно с Awilo Longomba)                                    | 2013 | — | — | — | — | — | — | — |  | Неальбомные синглы |
| «Egwu» (совместно с Nizzy)                                                              | 2014 | — | — | — | — | — | — | — |  | Неальбомные синглы |
| «Work» (совместно с TeeJay)                                                             | 2014 | — | — | — | — | — | — | — |  | Неальбомные синглы |
| «Pele Mo» (совместно с Danagog)                                                         | 2015 | — | — | — | — | — | — | — |  | Неальбомные синглы |
| «—» означает, что сингл не попал в чарты или не был выпущен на определённой территории. |      |   |   |   |   |   |   |   |  |                    |

Промосинглы
| «Africa Rising» (при участии Davido, Тивы Сэвиджа, Sarkodie, Даймонда Платнумза и Ми Касы) | 2014 | — | — | — | — | — | — | — |  | Неальбомные синглы |
| «—» означает, что сингл не попал в чарты или не был выпущен на определённой территории.    |      |   |   |   |   |   |   |   |  |                    |

## Награды и номинации
| Год  | Премия                                   | Номинация                                | Номинированная работа | Результат | Источники |
| ---- | ---------------------------------------- | ---------------------------------------- | --------------------- | --------- | --------- |
| 2013 | 2013 Channel O Africa Music Video Awards | Наиболее одарённый новый исполнитель     | «Watch My Ting Go»    | Номинация | [ 17 ]    |
| 2013 | 2013 Nigeria Entertainment Awards        | Артист года                              | Самостоятельная       | Номинация | [ 18 ]    |
| 2014 | 2014 Nigeria Entertainment Awards        | Самый многообещающий женский исполнитель | Самостоятельная       | Номинация | [ 19 ]    |